# Always Sanchōme no Yūhi
Always: Sunset on Third Street (ALWAYS 三丁目の夕日 Ōruweizu: San-chōme no Yūhi) là phim điện ảnh Nhật Bản ra mắt năm 2005. Đạo diễn Takashi Yamazaki vừa đảm nhận vai trò đạo diễn của phim, đồng thời ông cũng hợp tác trong khâu viết kịch bản. Phim được chuyển thể từ manga dài tập Sanchōme no Yūhi của tác gia Ryōhei Saigan.

## Giới thiệu
Cô bé Mutsuko (Horikita Maki) rời khỏi gia đình theo xe lửa lên Tokyo với hy vọng có được việc làm trong một công ty chuyên về thiết bị tự động. Nhưng liền sau đó cô đã thất vọng vì nơi làm việc của cô chỉ là một xưởng sửa chữa xe nhỏ bé của người chủ là Norifumi Suzuki. Tuy Suzuki rất nóng nảy nhưng cả gia đình ông (vợ, Tomoe, và cậu con trai, Ippei,) đều xem Mutsuko như người trong nhà. Tháp Tokyo, công trình to lớn nhất thời đó đang trong quá trình xây dựng, với hình ảnh ánh dương chiếu xiên trong buổi chiều tà làm đổ bóng tòa tháp lên xưởng sửa chữa của gia đình Suzuki.
Cạnh đó, những người hàng xóm của họ đều đang cố gắng xây dựng cuộc sống từ những phần còn sót lại sau cuộc chiến tranh. Hiromi đã từ bỏ công việc của một vũ nữ để về mở một quán rượu nhỏ. Bị mẹ ruột bỏ rơi, cậu bé Junnosuke lúc đầu được nhận nuôi bởi Hiromi, nhưng sau đó cô đã "khéo léo" giao lại trách nhiệm ấy cho Ryunosuke Chagawa, một nhà văn luộm thuộm, người có một hiệu bánh kẹo đồ chơi nhỏ. Ban đầu, thật sự Chagawa không có mấy thiện cảm đối với cậu bé Junnosuke, nhưng sau khi tình cờ biết được cậu rất hâm mộ loạt truyện của anh, và khi phát hiện ra tài năng của cậu bé, mọi chuyện dần thay đổi. 
Năm 1958, một nước Nhật đang dựng xây, một xã hội nhỏ bé trên con đường "số 3" dưới bóng tháp Tokyo, những con người miệt mài lao động với đầy khao khát, tình người và không gian ấm dịu, và...?

## Diễn viên
- Maki Horikita... 	Mutsuko Hoshino
- Hidetaka Yoshioka... 	Ryunosuke Chagawa
- Shin'ichi Tsutsumi... 	Norifumi Suzuki
- Koyuki... 	Hiromi Ishizaki
- Hiroko Yakushimaru... 	Tomoe Suzuki
- Kazuki Koshimizu... 	Ippei Suzuki
- Kenta Suga... 	Junnosuke Furuyuki
- Masaya Takahashi... 	Saburo
- aga Mochimaru... 	Yûichirô

## Giải thưởng
Phim nhận được 29 giải thưởng và 2 đề cử. 
- Giải thưởng hàn lâm Nhật Bản năm 2006: 14 giải thưởng và 2 đề cử

(Diễn viên nam chính xuất sắc nhất: Hidetaka Yoshioka, kịch bản hay nhất, phim hay nhất, âm thanh hay nhất, ánh sáng tốt nhất, diễn viên phụ xuất sắc nhất,... 

Trong đó, Horikita Maki có một đề cử Diễn viên mới của năm)
- Giải thưởng Blue Ribbon 2006: 1 giải
- Giải thưởng Hochi Film 2005: 3 giải
- Giải thưởng Kinema Junpo 2006: 3 giải
- Mainichi Film Concours 2006: 3 giải
- Giải thưởng Nikkan Sports Film 2005: 2 giải
- Liên hoan phim Yokohama năm 2006: 3 giải

(trong đó, Horikita Maki nhận Giải tài năng trẻ xuất sắc)

## Phần tiếp theo
Phần tiếp theo của phim, Always Zoku Sanchōme no Yūhi, được công chiếu ở Nhật Bản tháng 11 năm 2007.
Phần 3 của phim cũng đã được lên kế hoạch sản xuất. (theo movies.yahoo)

## Ngoài lề
Nhân vật "Chagawa Ryunosuke" được đặt tên dưa trên tên thật của tác gia Akutagawa Ryunosuke. Cách viết kanji của cả hai tên cũng gần như tương đồng.
Diễn viên Horikita phải tập luyện dùng phương ngữ vùng Kansai để thể hiện vai Mutsuko.